# Helicopsyche kantilali
Helicopsyche kantilali är en nattsländeart som beskrevs av G. Marlier och Malicky 1979. Helicopsyche kantilali ingår i släktet Helicopsyche och familjen Helicopsychidae. Inga underarter finns listade i Catalogue of Life.